# Gatteville-le-Phare
Gatteville-le-Phare település Franciaországban, Manche megyében. Lakosainak száma 468 fő (2022. január 1.). Gatteville-le-Phare Barfleur, Montfarville, Sainte-Geneviève, Tocqueville és Vicq-sur-Mer községekkel határos.

## Népesség
A település népességének változása:
| Lakosok száma | 591  | 532  | 556  | 516  | 483  | 489  | 490  | 488  | 483  | 468  |
|               | 1968 | 1982 | 1990 | 2006 | 2013 | 2015 | 2017 | 2019 | 2020 | 2022 |